# Кучер Ірина Сергіївна
Іри́на Сергі́ївна Ку́чер (* 1993) — українська плавчиня, майстер спорту України міжнародного класу (2009).

## Життєпис
Народилася 1995 року в місті Київ. Вихованка київської ДЮСШ «Аквалідер».
Срібна призерка юнацького чемпіонату світу-2006 (Москва) в естафеті 4 × 200 м.
Бронзова нагорода — Чемпіонат світу з підводного швидкісного плавання-2007 (Барі) естафета 4×100 м. Того ж року — призерка юнацького чемпіонату Європи (Островець-Свентокшиський).
Срібна нагорода — Чемпіонату Європи з підводного швидкісного плавання-2008 (Казань), естафета 4×200 м.
Бронзова призерка юнацького чемпіонату Європи (Белград, 2009), дистанція 400 м.
Призерка юнацького чемпіонату світу-2010 (Пальма-де-Мальорка — срібна нагорода в естафетах 4 × 100 м і 4 × 200 м, бронзова — на дистанції 400 м.
Срібна призерка Чемпіонат світу з підводного швидкісного плавання-2011 (Годмезевашаргей), естафета 4×200 м.
Закінчила 2014 року Національний університет фізичного виховання і спорту України.
Рекордсменка України у молодшій віковій групі.
Протягом 2003—2012 років виступала за Спеціалізовану ДЮСШ водних видів спорту (Київ); тренер — Є. Яковлєв.
Від 2012 року працює тренером з плавання спортивно-оздоровчого комплексу «Планета Спорт» (Київ).